# VT-5
Il VT-5 è un carro armato da combattimento leggero cinese di terza generazione sviluppato dall’azienda Norinco e destinato principalmente all’esportazione.

## Storia
Per sostituire i Type 62 in servizio nell’esercito cinese, nella prima metà degli anni dieci del XXI Secolo, l’azienda cinese Norinco ha sviluppato nella più completa riservatezza un carro armato da combattimento leggero del peso di 36 tonnellate. Lo scafo e la torretta sono in acciaio saldato, e la protezione modulare varia a seconda delle esigenze del cliente finale. Questa può includere una corazzatura composita, una reattiva  (ERA), o una combinazione dei due tipi. Inoltre intorno ai lati della torretta può essere installata una gabbia di filo d’acciaio come protezione aggiuntiva contro i proiettili a propulsione a razzo sparati dagli RPG o dei missili anticarro (ATWG).
Il motore diesel a controllo remoto eroga la potenza di 1.000 hp e consente di superare un ostacolo verticale di 0,85 m, una pendenza del 60%, una trincea di 2,5 m e un guado senza preparazione della profondità di 1,1 m. Nella parte posteriore dello scafo possono essere installati due serbatoi supplementari di carburante in grado di estendere l’autonomia del mezzo.
Nella torretta trovano posto due persone, il mitragliere sulla sinistra e il comandante sulla destra. L’elettronica di bordo comprende un sistema computerizzato di controllo del tiro, un sistema di comando tattico, un sistema di navigazione inerziale (Inertial Navigation System, INS) e un sistema di comunicazione satellitare. Il carro dispone di un completo sistema di difesa NBC e uno di condizionamento per operare in ambienti climatici caldi. 
Il mezzo è armato con un cannone da 105 mm a canna rigata a caricamento automatico del proiettile, dotato di manicotto termico ed estrattore dei fumi, e sparante proiettili perforanti, anticarro ad alto potenziale esplosivo, e missili anticarro. Il munizionamento complessivo è pari a 38 proiettili o missili anticarro. Sul tetto della torretta è installata una mitragliatrice da 12,7 mm a controllo remoto e un lanciagranate automatico da 40 mm.
Le prime foto del prototipo vennero diffuse nel 2014, e un esemplare in una differente configurazione è stato ufficialmente presentato al pubblico nel corso dell'11ª China International Aviation & Aerospace Exhibition di Zhuhai nel novembre 2016.

### Annotazioni
1. ↑  Il rapporto peso potenza varia da 27 CV/T a 30 CV/t a seconda del peso derivante dalla corazzatura adottata.
2. ↑  Il sistema di caricamento automatico consente di espellere i bossoli dalla parte anteriore della torretta.
3. ↑  Convenzionalmente noto come Zhuhai Air Show.

### Fonti
1. 1 2 3 4 5 6 7 8  (EN) VT5 Light Tank, su military-today.com. URL consultato il 23 gennaio 2017 (archiviato dall'url originale il 19 aprile 2021)..
2. 1 2 3 4 5 6 7  Panorama Difesa n.358, dicembre 2016, p. 17.

### Periodici
- Cina: esposto in pubblico il nuovo MBT per l’esportazione, in Panorama Difesa, n. 358, Firenze, Ed. A.I. srl., dicembre 2016,  p. 17.